# Janusz Woch
Janusz Woch (ur. 1947, zm. 30 maja 2015) – polski specjalista inżynierii ruchu, prof. dr hab. Politechniki Śląskiej.
W 2003 uzyskał tytuł profesora nauk technicznych
Był profesorem nadzwyczajnym i kierownikiem Katedry Inżynierii Ruchu Wydział Transportu Politechniki Śląskiej oraz członkiem Polskiej Akademii Nauk. Zmarł 30 maja 2015 roku i został pochowany na cmentarzu w Tychach na Wartogłowcu.

## Odznaczenia
- Krzyż Kawalerski Orderu Odrodzenia Polski (2005)[4]